# Linearform
Eine Linearform ist ein Objekt aus dem mathematischen Teilgebiet der linearen Algebra. Es handelt sich dabei um eine lineare Abbildung von einem Vektorraum in den zugrundeliegenden Körper.
Im Kontext der Funktionalanalysis, das heißt im Falle eines topologischen {\displaystyle \mathbb {R} }- oder {\displaystyle \mathbb {C} }-Vektorraums, sind die betrachteten Linearformen meistens stetige lineare Funktionale.

## Definition
Es sei {\displaystyle K} ein Körper und {\displaystyle V} ein {\displaystyle K}-Vektorraum. Eine Abbildung {\displaystyle f\colon V\to K} heißt Linearform, wenn für alle Vektoren {\displaystyle x,y\in V}  und Skalare {\displaystyle \alpha \in K} gilt:
1. {\displaystyle f(x+y)=f(x)+f(y)} (Additivität);
2. {\displaystyle f(\alpha x)=\alpha f(x)} (Homogenität).

Die Menge aller Linearformen über einem gegebenen Vektorraum {\displaystyle V} bildet dessen Dualraum {\displaystyle V^{*}} und damit selbst wieder in natürlicher Weise einen {\displaystyle K}-Vektorraum.

## Eigenschaften
Allgemeine Eigenschaften für Linearformen sind zum Beispiel:
- Wie jede lineare Abbildung sind sie durch ihre Werte für eine beliebige Basis von {\displaystyle V} vollständig bestimmt.
- Sie sind entweder trivial (überall identisch {\displaystyle 0_{K}}) oder surjektiv.
- Haben zwei von ihnen gleiche Kerne, so unterscheiden sie sich nur durch die Multiplikation mit einem Skalar.

Speziell für lineare Funktionale gilt außerdem:
- Sie sind genau dann stetig wenn ihr Kern abgeschlossen ist.
- Ihr absoluter Betrag ist stets eine Halbnorm auf {\displaystyle V}.
- Lineare Funktionale {\displaystyle \mathbb {K} ^{n}\to \mathbb {K} } sind genau die Abbildungen {\displaystyle x\mapsto \langle v,x\rangle }, wobei {\displaystyle v\in \mathbb {K} ^{n}} einen Vektor und {\displaystyle \langle \cdot ,\cdot \rangle } das Standardskalarprodukt bezeichnen.

## Linearform als Tensor
Eine Linearform {\displaystyle f} ist ein kovarianter Tensor erster Stufe; man nennt sie deshalb manchmal auch 1-Form. 1-Formen bilden die Grundlage für die Einführung von Differentialformen.

## Verwandte Begriffe
Gilt speziell {\displaystyle K=\mathbb {C} } und ändert man die zweite Bedingung in {\displaystyle f(\alpha x)={\overline {\alpha }}f(x)} ab, wobei {\displaystyle {\overline {\alpha }}} das komplex Konjugierte von {\displaystyle \alpha } bezeichnet, erhält man eine Semilinearform.
Eine Abbildung, die linear oder semilinear in mehr als einem Argument ist, ist eine Sesquilinearform, eine Bilinearform, oder allgemein eine Multilinearform.